# Marienkapelle Hardt

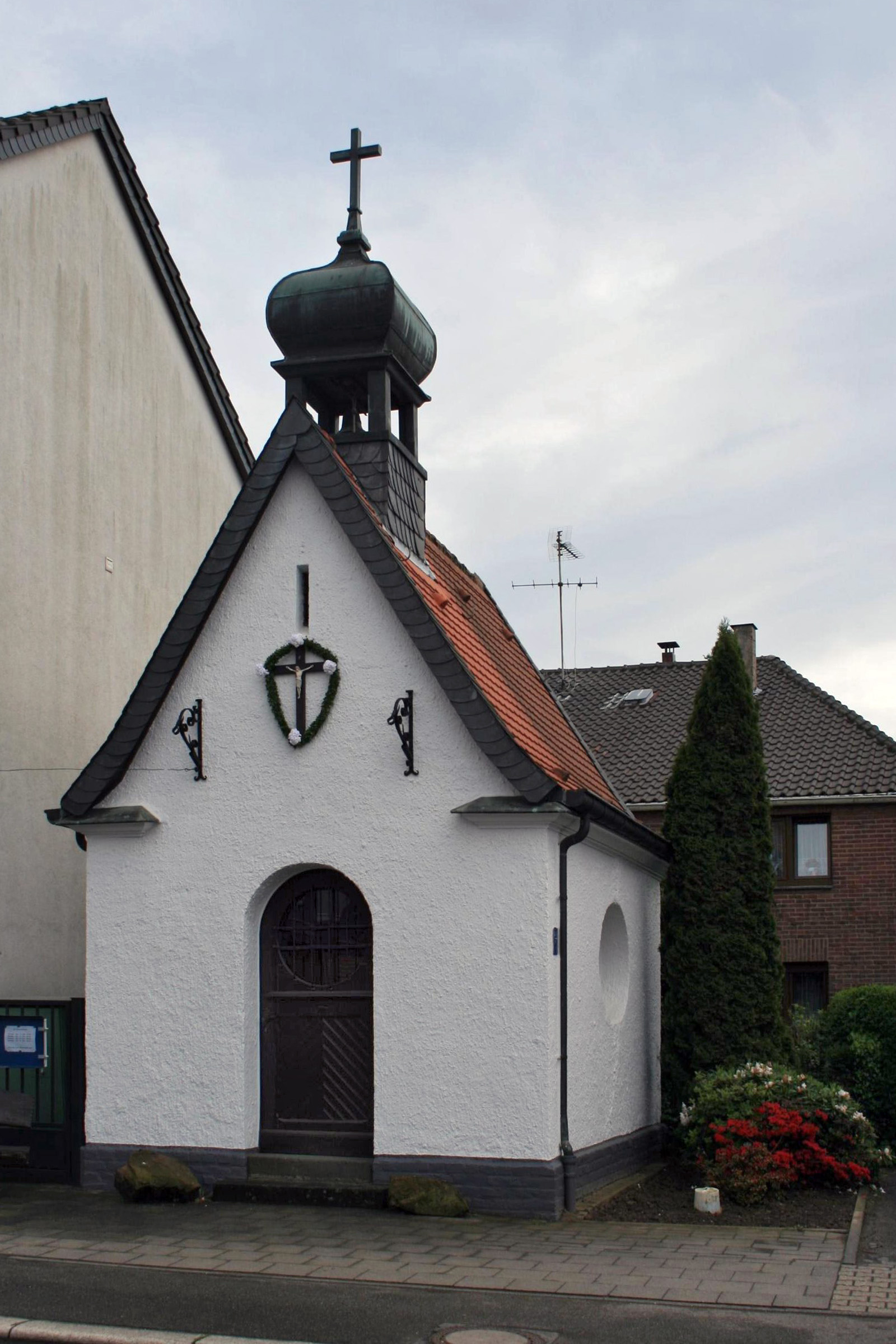
Die Marienkapelle (2010)

Die Marienkapelle Hardt steht im Stadtteil Hardt in Mönchengladbach (Nordrhein-Westfalen), Tomper Straße 53.
Das Gebäude wurde im 19. Jahrhundert erbaut. Es wurde unter Nr. T 007 am 15. Dezember 1987 in die Denkmalliste der Stadt Mönchengladbach eingetragen.

## Lage
Die Tomper Straße liegt im Stadtteil Hardt und verlängert die Vorster Straße in Richtung Schwalmtal.

## Architektur
Die giebelständige Kapelle liegt inmitten einer lockeren Bebauung und stammt wohl aus dem 19. Jahrhundert. Sie erhebt sich auf rechteckigem Grundriss und ist ganz aus Backstein errichtet. Ein steiles Satteldach deckt die Kapelle und trägt einen mächtigen Dachreiter mit Zwiebelhaube und Kreuz. Die Honnschaftskapelle ist aus stadt- und religionsgeschichtlichen Gründen schützenswert.